# 阿格龙
阿格龙，是西班牙安达卢西亚自治区格拉纳达省的一个市镇。总面积27平方公里，总人口375人（2001年），人口密度14人/平方公里。